# Defenders (Marvel)
Defenders – fikcyjna grupa superbohaterów z komiksów wydawnictwa Marvel Comics. Jej twórcami są Roy Thomas i Ross Andru. Po raz pierwszy zadebiutowała na łamach komiksów w 1971 roku w zeszycie Marvel Feature #1. Założycielami grupy są: Doktor Strange, Hulk i Namor the Sub-Mariner.

## Adaptacje
- Defenders – miniserial, który jest jednym z pięciu seriali powstających przy współpracy Marvel Television z siecią Netflix. Jest on osadzony w Filmowym Uniwersum Marvela[1]. W serialu pojawili się: Charlie Cox jako Daredevil, Krysten Ritter jako Jessica Jones[2], Mike Colter jako Luke Cage[3] oraz Iron Fist, którego zagrał Finn Jones[4].